# Geoff Sidebottom
Geoff Sidebottom (Mapplewell, 26 dicembre 1936 – Scunthorpe, 3 novembre 2008) è stato un calciatore inglese.

## Carriera
Formatosi nel Wath Wanderers, passa nel 1954 in quelle del Wolverhampton.
Pur sfidando i pareri medici che gli sconsigliavano di giocare per ragioni di salute, Sidebottom esordì con i Wolvers nel 1958 in una partita contro il West Bromwich. Nella sua stagione d'esordio vinse il campionato e nella stessa stagione esordì nella Coppa dei Campioni 1958-1959 nell'incontro valido per gli ottavi di finale contro i tedeschi dello Schalke 04. Seguì nella stagione seguente il secondo posto finale, perdendo il titolo contro il Burnley per due punti. Nella stessa stagione vince la FA Cup 1959-1960, sconfiggendo il Blackburn e, pur non scendendo in campo, la FA Charity Shield 1959 battendo il Nottingham Forest. Nella stessa stagione gioca nell'incontro valido per i quarti di finale contro gli spagnoli del Barcellona della Coppa dei Campioni 1959-1960, terminato con l'affermazione dei catalani per 5-2. 
L'anno seguente vince la FA Charity Shield 1960, giocando da titolare l'incontro contro il Burnley.
Nel febbraio 1961 passa all'Aston Villa, con cui vince la prima edizione della English Football League Cup.
Con l'Aston Villa gioca nella massima divisione inglese sino al gennaio 1965, raggiungendo nel 1963 un'altra finale di Football League Cup, persa contro in concittadini del Birmingham City.
Nel gennaio 1965 viene ingaggiato dallo Scunthorpe Utd, società militante nella terza serie inglese. Rimarrà in forza allo Scunthorpe sino al 1967.
Nell'estate 1967 si trasferisce negli Stati Uniti d'America per divenire giocatore del New York Generals. Con i Generals ottiene il terzo posto dell'Eastern Division della NPSL.
L'anno seguente, la prima della lega nordamericana NASL, ottiene con il suo club il terzo posto della Atlantic Division.
Terminata l'esperienza americana, nel gennaio del 1969 Sidebottom rientra in patria per giocare nel Brighton, società di terza serie in cui militerà sino al suo ritiro dall'attività agonistica nel 1971.
Sidebottom è morto nel 2008 dopo una breve malattia.

## Palmarès
- Campionato inglese: 1

Wolverhampton: 1958-1959
- Coppa d'Inghilterra: 1

Wolverhampton: 1959-1960
- Charity Shield: 2

Wolverhampton: 1959, 1960
- Coppa di Lega inglese: 1

Aston Villa: 1960-1961